# Nikolai Walerjewitsch Skworzow
Nikolai Walerjewitsch Skworzow (russisch Николай Валерьевич Скворцов, wiss. Transliteration Nikolaj Valer'evič Skvorcov; * 28. März 1984 in Obninsk) ist ein russischer Schwimmer. Seine Stärke liegt im Schmetterlingsschwimmen.

## Erfolge
- Kurzbahneuropameister 2004 in Wien über 200 Meter Schmetterling, Silbermedaille über 100 Meter Schmetterling
- Dritter der Kurzbahnweltmeisterschaften 2006 in Shanghai über 200 Meter Schmetterling
- Zweiter der Schwimmeuropameisterschaften 2004 in Madrid über 50 Meter Schmetterling
- Europameister 2006 in Budapest mit der 4-mal-100-Meter-Lagenstaffel, zwei Bronzemedaillen (100 und 200 Meter Schmetterling)
- Endlaufteilnahme über 200 Meter Schmetterling bei den Olympischen Spielen 2004 in Athen (Rang 7)